# 塩沢紬
塩沢紬（しおざわつむぎ）とは、新潟県南魚沼市周辺で織られている絹織物で、光沢の少ない玉糸と真綿手紡糸を使用した、落ち着いた色合いと風合いが特徴となっている。

## 概要
麻織物の「越後上布」の伝統技術を絹織物に取り入れた織物で、明和年間（1764年～71年）の頃に織られ始めた。大正時代の頃から麻織物より生産量が多くなったが、第二次世界大戦の勃発により、贅沢品として生産が制限される。1949年（昭和24年）塩沢織物工業協同組合が創設される。1975年（昭和50年）に、経済産業大臣指定伝統的工芸品となっている。
主な技法は先染めの平織である。縦糸に生糸・玉糸、横糸に真綿手紡糸を使用し、手くくり、手摺り込みによる絣糸を一本一本合わせながら織り上げた蚊絣（かがすり）・十字絣（じゅうじがすり）・亀甲絣（きっこうがすり）などと呼ばれる細かい絣模様が特色である。また、塩沢紬は地薄でさらさらとしている。